# Hangalapura, Gundlupet
Hangalapura là một làng thuộc tehsil Gundlupet, huyện Chamarajanagar, bang Karnataka, Ấn Độ.